# Fritz Achterberg
Fritz Karl Walther Achterberg (Berlino, 2 novembre 1880 – Weimar, 1971 12 ottobre) è stato un attore tedesco di teatro e cinema muto.

## Biografia
Fritz Achterberg, scoperto da Paul Pauli, fece il suo debutto nel 1898 al Belle-Alliance-Theater di Berlino nel ruolo di aiutante in Napoleone o i cento giorni (Napoleon oder Die hundert Tage), opera di Christian Dietrich Grabbe. Altro insegnante di Achterberg, oltre a Pauli, fu Conrad L'Allemand. Dopo diverse esperienze attoriali, nel 1910, passando per Amburgo, torna a Berlino, dove recita in teatri come lo Schillertheater, il Kleinen Theater e il Lessingtheater.
Nel 1912 iniziò la sua carriera di attore nel cinema muto. Inizialmente Achterberg interpretava eroi adolescenti, ma dagli anni '20 iniziò a ricoprire, per lo più, ruoli di uomini nobili e galanti. Nel 1923 si ritirò dal cinema e per quattro anni lavorò al Theater Braunschweig. Dal 1932 al 1944, divenne adatto per il ruolo del personaggio dal carattere eroico nel Teatro di Weimar. Nel dopoguerra trascorse la sua vita a Weimar.

## Filmografia
- Der Strohwitwer, regia di Arthur Ullmann (1912)
- Das Geheimnis einer Nacht, regia di Franz Hofer (1915)
- Ein unbeschriebenes Blatt, regia di Joseph Delmont (1915)
- Jahreszeiten des lebens, regia di Franz Hofer (1915)
- Der Ring des Schicksals, regia di Richard Eichberg (1916)
- Tote Gedanken, regia di Franz Hofer (1916)
- Wir haben's geschafft, regia di Franz Hofer (1916)
- Die silberne Kugel, regia di Richard Oswald (1916)
- Der gepumpte Papa, regia di Franz Hofer (1916)
- Heidenröschen, regia di Franz Hofer (1916)
- Der Posaunenengel, regia di Franz Hofer (1916)
- Das Riesenbaby, regia di Franz Hofer (1916)
- Die Gräfin Heyers, regia di William Wauer     (1916)
- Dressur zur Ehe, regia di Franz Hofer (1916)
- Das zweite Ich, regia di Franz Hofer (1917)
- Der Jubiläumspreis, regia di Alwin Neuß (1917)
- Der Mann im Havelock, regia di Alwin Neuß (1917)
- Die Nottrauung, regia di Franz Hofer (1917)
- Rauschende Akkorde, regia di Franz Hofer (1917)
- Seltsame Menschen, regia di Franz Hofer (1917)
- Der falsche Waldemar, regia di Franz Hofer (1917)
- Die sterbenden Perlen, regia di Rudolf Meinert (1918)
- Der Herr der Welt, regia di Robert Reinert (1918)
- Der Wüstendiamant, regia di Rudolf Meinert (1918)
- Das Lied der Colombine, regia di Emil Justitz
- La ragazza della Svevia (Das Schwabemädle), regia di Ernst Lubitsch (1918)
- Anna Karenina, regia di Friedrich Zelnik (1919)
- Augen, regia di Artur Kiekebusch-Brenken e Georg Schubert (1919)
- Das Geheimnis einer Nacht, regia di Franz Hofer (1919)
- Gepeitscht, regia di Carl Boese (1919)
- Das Recht der freien Liebe, regia di Jaap Speyer (1919)
- Bettler GmbH, regia di Alwin Neuß (1919)
- Der Ruf aus dem Jenseits, regia di Richard Kirsch (1920)
- Das mysteriöse Bett, regia di Ernst A. Becker (1920)
- Amleto (Hamlet), regia di Svend Gade e Heinz Schall (1920)
- Wenn Colombine winkt, regia di Eugen Illés (1920)
- Der Henker, regia di August Weigert (1920)
- Boris Godunoff (Der falsche Dimitry), regia di Hans Steinhoff (1922)
- Maud, die große Sensation, regia di Adolf Abter (1923)
- Il burattinaio satanico (Der Puppenmacher von Kiang-Ning), regia di Robert Wiene (1923)